# Parque (stație de metrou din Lisabona)
Parque este o stație de pe linia albastră a metroului din Lisabona. Stația este situată sub bulevardul Avenida António Augusto de Aguiar, la intersecția acestuia cu Rua Eugénio dos Santos, și este denumită după Parcul Eduard al VII-lea din apropiere (în portugheză Parque Eduardo VII). În afara parcului, stația oferă acces către Pavilhão Carlos Lopes și către serele Estufa Fria.

## Istoric
Stația „Parque” este una din cele 11 care aparțin rețelei originale a metroului din Lisabona, inaugurată pe 29 decembrie 1959. Proiectul original al stației îi aparține arhitectului Francisco Keil do Amaral, iar decorațiunile pictoriței Maria Keil.
Pe 29 decembrie 1994 s-au încheiat ample lucrări de reabilitare și extindere a stației, după un proiect al arhitectului Sanchez Jorge și decorațiuni ale pictorițelor Françoise Schein și Federica Matta. Lucrările au presupus prelungirea peroanelor, completa remodelare a stației, ilustrarea ei cu scene legate de epoca descoperirilor portugheze și de drepturile omului, inclusiv un memorial în onoarea lui Aristides de Sousa Mendes, executat de sculptorul João Cutileiro și instalat în holul de intrare în stație în 1995.

## Legături

### Autobuze orășenești

#### Carris
- 726 Sapadores ⇄ Pontinha (Centro)[4]
- 746 Marquês de Pombal ⇄ Gara Damaia[5]